# Filtre à spin
Un filtre à spin est une technique de la spintronique qui permet de séparer les électrons selon l'orientation de leur spin. Ce domaine de recherche n'est pour l'instant pas exploitable industriellement.
Lorsque les filtres à spin seront au point, ils permettront d'obtenir des électrons polarisés en spin à partir d’une source qui n’est pas polarisée, ou serviront de détecteurs de spin. Les jonctions Schottky, par exemple, pourront permettre d’analyser un flux d’électron et de donner en sortie un courant (faible mais détectable) qui sera proportionnel à la fois à la polarisation d’entrée des électrons et à l’orientation du matériau magnétique.

## Principe
Les matériaux ferromagnétiques ont la propriété de s'aimanter très fortement sous l'effet d'un champ magnétique extérieur, et pour certains de garder une aimantation importante même après la disparition du champ extérieur. Cette aimantation est due à l’orientation des spins électroniques dans un sens dit majoritaire. Les moments magnétiques étant tous alignés, l’aimantation est plus forte que si la répartition était aléatoire dans le matériau.
Le libre parcours moyen des électrons λ dépend de cette répartition donc ainsi du spin de l’électron.
En effet, si l’on considère un électron dont l’énergie est supérieure au niveau de Fermi, lorsqu’il passe dans le matériau il ne « voit » pas la même chose selon que son spin est up ou down. S’il est down, il « voit » de nombreux niveaux d’énergie libres au-dessus du niveau de Fermi, il aura donc tendance à s’y installer. Lorsqu’il est up, au contraire, il ne voit pas de niveau libre et il passe donc « au-dessus » sans interagir avec les atomes.
Il en résulte que le libre parcours moyen n’est pas le même. On a alors λ+ et λ-.
L’ordre de grandeur du libre parcours dans un matériau ferromagnétique est le nanomètre.

## Analogie avec unfiltre optique
L’électron comme le photon peuvent être décrits par des ondes. Le photon est une onde électromagnétique et l’électron, une fonction d'onde.
L’analogie entre photons et électrons est plus forte encore dans le cas des polarisations lumineuses circulaires, en effet, ces deux états correspondent à des photons portant un moment cinétique +1 ou −1 le long de la direction de propagation. Tout comme les électrons ont un spin -1/2 ou +1/2 selon la direction particulière où l’on fait la mesure.
Ainsi si l’on désigne un état par la notation « + » et l’autre par « - », on peut réaliser une analogie formelle parfaite.
Dans la nature, pour les électrons comme pour les photons, les sources ne sont que partiellement polarisées. Un filtre à spin comme un filtre optique doit transmettre les particules qui ont une certaine polarisation. On définit en optique, deux coefficients pour les filtres, le coefficient de transmission T et celui de sélectivité S.
On définit pour le filtre T+ la transmission d’une particule dans l’état + et T− celle de la particule dans l’état -.
Ainsi pour un faisceau de particules incidentes d’intensité I = I+ + I−, on définit T et S par T = (1/2).(T+ + T−) et S = (T+ − T−)(T+ + T−).
Un filtre en polarisation « parfait » est caractérisé par T = 1/2 et S = 1 (ce qui correspond, par exemple, à T+ = 1 et T− = 0). Dans ce cas, pour un faisceau incident non-polarisé, le faisceau transmis est d’intensité égale à la moitié de l’intensité incidente et de polarisation 100 %.
En optique on utilise un dispositif dit polariseur analyseur, le polariseur ne transmet que les photons qui ont la même polarisation que lui et l’analyseur permet de faire varier l’intensité lumineuse sortante selon qu’il est parallèle au polariseur ou au contraire perpendiculaire.
Les dispositifs à couche mince magnétique fonctionnent sur le même principe.

## Types de filtres
En optique, on peut distinguer deux types de filtre à polarisation : ceux qui séparent les trajectoires des photons de polarisation différente (comme les cristaux biréfringents de type spath d’Islande) et ceux qui absorbent préférentiellement un des 2 états de polarisation (c’est le cas par exemple des films polymériques contenant des molécules dont l’absorption est anisotrope). Cette même distinction existe pour les électrons. Dans les dispositifs dont le fonctionnement est basé sur la séparation des trajectoires des électrons « + » et « − » (comme les polarimètres de Mott), la sélectivité en spin a pour origine le couplage spin-orbite. Au contraire, dans les dispositifs dont le fonctionnement est basé sur l’absorption préférentielle d’un état de spin (comme les filtres à spin), la sélectivité en spin a pour origine l’interaction d’échange.

### Le détecteur de Mott
Le détecteur de Mott repose uniquement sur l’interaction spin orbite, c’est une interaction magnétique. Elle est due au couplage du moment magnétique élémentaire de l’électron associé à son spin avec le champ magnétique qu’il ressent sur sa trajectoire.
Le détecteur de Mott utilise l’interaction spin orbite pour discriminer les électrons qui arrivent dans le matériau depuis l’extérieur. Les électrons de spin différent suivent un chemin différent dans la matière et ainsi en positionnant les détecteurs d’un côté ou de l’autre de la couche discriminante, on relève l’un ou l’autre des spins.
Le détecteur de Mott est le filtre le plus utilisé de nos jours mais il a de nombreux défauts. Il est très encombrant, de l’ordre de deux mètres de haut sur un de large, et surtout il nécessite de travailler à des tensions de l’ordre de la dizaine de kilovolts.

### Le filtre à couches minces magnétiques
Le filtre à couches minces magnétiques fonctionne sur le principe du polariseur analyseur. Il est composé de deux couches minces fabriquées en matériau magnétique. Chaque couche absorbe les électrons dont le spin est contraire à leur spin majoritaire et laisse passer ceux qui sont dans le même sens.
La couche fait 23 nm au total, elle est autosupportée sur un diaphragme. Le film métallique est constitué d’une couche de cobalt de 1 nm d’épaisseur entouré par deux couches protectrices en or de 20 nm côté entrée et 2 nm à la sortie. Le cobalt est magnétisé dans un sens ou dans l’autre par des impulsions de champ magnétique. La direction du champ peut être changée à tout moment par une simple impulsion dans la direction souhaitée.
La partie magnétique, ici le cobalt, est de l’ordre de grandeur du libre parcours moyen des électrons. Ainsi lorsque les électrons traversent la plaque, ils réagissent différemment selon l’orientation de leur spin par rapport à celui de la couche magnétique. Les électrons avec un spin parallèle se propagent quasiment sans perte alors que ceux qui sont antiparallèles voient leur densité diminuer d’un facteur multiple de e.
Lorsque l’on met deux couches les unes à la suite des autres séparées par un matériau non magnétique, on démultiplie cet effet, par le principe du polariseur analyseur.
Les flèches représentent la polarisation et sont proportionnelles à la densité des électrons.

### Filtrage par des barrières tunnel ferromagnétiques
Il est également possible de filtrer les électrons selon leur spin en les injectant à travers une très fine couche d'un isolant ferromagnétique qu'ils doivent traverser par effet tunnel. Comme la probabilité de transmission par effet tunnel dépend exponentiellement de la hauteur de la barrière de potentiel constituée par la couche isolante, et comme dans un isolant ferromagnétique cette barrière de potentiel n'a pas la même hauteur pour les électrons de spin up et de spin down, les électrons d'une des deux directions de spin sont plus favorablement transmis.
Le filtrage de spin par des barrières ferromagnétiques a été démontré pour la première fois par von Molnar et collaborateurs en 1967, mais ce n'est que dans les années 1990 et à la suite des travaux de Moodera au Massachusetts Institute of Technology que la physique du filtrage de spin a commencé à être comprise. Les isolants ferromagnétiques employés dans ces premières expériences étaient des chalcogénures d'europium (EuS, EuO, etc). Plus récemment des oxydes ferromagnétiques et ferrimagnétiques possédant des températures de Curie plus élevées ont été employés, ce qui pourrait permettre d'exploiter ce type de filtrage de spin dans des applications pour la spintronique.

### La jonction Schottky
Ce type de filtre utilise à la fois la transmission des électrons polarisés dans les ferromagnétiques et à la fois les propriétés des jonctions métal semi-conducteur.
Les électrons injectés ont une énergie supérieure au niveau de Fermi, de 5 eV à plusieurs centaines d’électron-volts.
Il est composé d'arséniure de gallium de 1 µm d’épaisseur dopé n, d’un oxyde d’épaisseur 2 nm, ensuite une couche de fer de 3,5 nm et enfin 5 nm de palladium pour protéger le fer de l’oxydation.
Les électrons qui traversent la couche de fer perdent de l’énergie au profit du milieu dont les électrons ont un spin aligné majoritairement dans un sens précis.
La couche de fer à la longueur nécessaire pour que seuls les électrons du spin majoritaire puissent franchir la barrière de potentiel instaurée par la couche de semi-conducteur.
Les électrons qui n’ont pas l’énergie suffisante évacuent leur énergie permettant la promotion d’électrons du métal. Malheureusement ces électrons ne sont pas polarisés en spin. Mais, ils permettent néanmoins d’accroître le courant de sortie. Ainsi, si l’on utilise la jonction comme une micro source de courant commandé par le spin, cela peut être intéressant.